# Гран-при Сан-Паулу
Гран-при Сан-Паулу (порт. Grande Prêmio de São Paulo или порт. Grande Prêmio da Cidade de São Paulo) — один из этапов чемпионата мира Формулы-1. В настоящее время проходит на автодроме имени Жозе Карлуса Пасе (Интерлагос) (порт. Autódromo José Carlos Pace) в Сан-Паулу, Бразилия.
Гран-при Сан-Паулу был впервые проведён на городской трассе Jardim America в Сан-Паулу в 1936 году. В официальный календарь чемпионатов мира Формулы-1 этот Гран-при был впервые включён в 2021 году.

## Победители Гран-при Сан-Паулу

### По годам
Розовым цветом отмечены гонки, не являвшиеся этапами чемпионата мира Формулы-1.
| Год           | Пилот                 | Конструктор         | Трасса         | Отчёт         |
| ------------- | --------------------- | ------------------- | -------------- | ------------- |
| 1936          | Карло Мария Пинтакуда | Alfa Romeo          | Жардим Америка | Отчёт         |
| 1937—1939     | Не проводился         | Не проводился       | Не проводился  | Не проводился |
| 1940          | Артур Насименто мл.   | Alfa Romeo          | Интерлагос     | Отчёт         |
| 1941 — 1956?? | Не проводился         | Не проводился       | Не проводился  | Не проводился |
| 1957 или 1958 |                       |                     | Интерлагос     |               |
| 1959?? — 2020 | Не проводился         | Не проводился       | Не проводился  | Не проводился |
| 2021          | Льюис Хэмилтон        | Mercedes            | Интерлагос     | Отчёт         |
| 2022          | Джордж Расселл        | Mercedes            | Интерлагос     | Отчёт         |
| 2023          | Макс Ферстаппен       | Red Bull-Honda RBPT | Интерлагос     | Отчёт         |
| 2024          | Макс Ферстаппен       | Red Bull-Honda RBPT | Интерлагос     | Отчёт         |

### Комментарии
1. ↑  Некоторые источники называют Гран-при Сан-Паулу 1936 года уже 4-м по счёту Гран-при Сан-Паулу: см. например статью в словенской Википедии.
2. ↑  Этот же источник называет этот Гран-при Сан-Паулу уже 10-м по счёту (цитата: "Imagens de prova "X GP Cidade de São Paulo" - Interlagos/SP, da Categoria Sport, realizada em 1957.", в то время как в самом видео упоминается 1958 год).